# باول جورج
باول جورج (بالإنجليزية: Paul Georges)‏ هو رسام أمريكي، ولد في 15 يونيو 1923، وتوفي في 16 أبريل 2002.